# Перкумзь
Перкумзь — деревня в Белозерском районе Вологодской области.
Входит в состав Панинского сельского поселения, с точки зрения административно-территориального деления — в Панинский сельсовет.
Расстояние по автодороге до районного центра Белозерска составляет 59 км, до центра муниципального образования деревни Панинская — 8 км. Ближайшие населённые пункты — Горбуша, Калинино, Михалёво.
Население по данным переписи 2002 года — 28 человек (11 мужчин, 17 женщин). Всё население — русские.